# Blossburg
Blossburg és una població dels Estats Units a l'estat de Pennsilvània. Segons el cens del 2000 tenia 1.480 habitants.

## Demografia
Segons el cens del 2000, Blossburg tenia 1.480 habitants, 647 habitatges, i 390 famílies. La densitat de població era de 120,3 habitants per quilòmetre quadrat.
Dels 647 habitatges en un 26,7% hi vivien nens de menys de 18 anys, en un 46,5% hi vivien parelles casades, en un 9,7% dones solteres, i en un 39,6% no eren unitats familiars. En el 35,4% dels habitatges hi vivien persones soles el 21,9% de les quals corresponia a persones de 65 anys o més que vivien soles. El nombre mitjà de persones vivint en cada habitatge era de 2,23 i el nombre mitjà de persones que vivien en cada família era de 2,88.
Per edats la població es repartia de la següent manera: un 24,7% tenia menys de 18 anys, un 6,5% entre 18 i 24, un 23,9% entre 25 i 44, un 23,2% de 45 a 60 i un 21,8% 65 anys o més.
L'edat mediana era de 41 anys. Per cada 100 dones de 18 o més anys hi havia 85,5 homes.
La renda mediana per habitatge era de 29.449 $ i la renda mediana per família de 41.563 $. Els homes tenien una renda mediana de 27.625 $ mentre que les dones 21.133 $. La renda per capita de la població era de 17.375 $. Entorn del 7% de les famílies i el 12,8% de la població estaven per davall del llindar de pobresa.

## Poblacions més properes
El següent diagrama mostra les poblacions més properes.